# Insalata Waldorf
L'insalata Waldorf (dall'inglese Waldorf salad) è un antipasto statunitense. Si tratta di un'insalata a base di noci, mele fresche, sedano e uva conditi con maionese e tipicamente servita su un letto di foglie di lattuga.

## Storia
L'insalata Waldorf venne inventata il 14 marzo 1896 presso il Waldorf-Astoria Hotel di New York, durante un ballo di beneficenza in onore del St. Mary's Hospital for Children. Il maître dell'albergo Oscar Tschirky è ampiamente riconosciuto per aver ideato la ricetta. Nel 1896, l'insalata apparve in The Cook Book di "Oscar of the Waldorf". Originariamente la ricetta era a base di mele, sedano e maionese e non conteneva le noci, che verranno aggiunte per la prima volta in The Rector Cook Book del 1928.

## Varianti
Le varianti della ricetta possono contenere pollo, tacchino, frutta secca e scorza di arance e/o limoni.
Una variante nota come emerald salad sostituisce il sedano con il cavolfiore.